# Saint-Acheul
Saint-Acheul è un comune francese di 29 abitanti situato nel dipartimento della Somme nella regione dell'Alta Francia.
Il nome del periodo preistorico Acheulano, contrariamente a quanto si potrebbe pensare, deriva non da tale paese ma dall'omonimo quartiere di Amiens, dove peraltro si trova l'attuale parco archeologico.

## Società

### Evoluzione demografica
Abitanti censiti